# 만노헵툴로스
만노헵툴로스(영어: mannoheptulose)는 7개의 탄소 원자가 포함된 단당류이며, 헥소키네이스의 억제제이다. 만노헵툴로스는 헥소키네이스를 억제함으로써 포도당의 인산화를 방지한다. 결과적으로 포도당의 분해가 저해된다. 아보카도에서 D-만노헵툴로스로 발견된다.
만노헵툴로스는 이자에서 인슐린 분비를 억제하는 것으로 알려져 있다. 이러한 억제는 만노헵툴로스가 존재할 때 해당과정이 억제되므로(글루코스 6-인산이 생성되지 않기 때문에) 이자 β세포의 KATP 통로를 닫아서 칼슘의 유입 및 인슐린의 분비를 감소시키는데 필요한 ATP의 농도를 증가시키지 않는다.
생체 외에서 해당과정을 억제하기 때문에, 개의 체중 관리를 위한 새로운 영양보조식품으로 연구되었다. 만노헵툴로스는 개의 에너지 균형에 영향을 미칠 것으로 보이지만, 섭취량과 신체활동과는 무관하게 개가 에너지 소비를 크게 변화시키는지에 대해서는 연구 결과들이 일치하지 않는다.

## 같이 보기
- 세도헵툴로스